# インディアナ・マッドアンツ
インディアナ・マッドアンツ（Indiana Mad Ants）は、NBAGリーグに加盟しているプロバスケットボールチームである。本拠地はアメリカ合衆国インディアナ州フォートウェイン。インディアナ・ペイサーズ傘下。アリーナはアレン郡戦没者追悼記念コロシアム。

## 過去に所属していた選手
- アミダ・ブライマー
- ベン・ベンティル
- ハシーム・サビート
- チュクゥディエベレ・マドゥアバム
- オシェイ・ブリセット
- ラキーム・クリスマス
- ジャリル・オカフォー
- 富永啓生
- エルフリッド・ペイトン
- ジャスティン・アンダーソン
- デイヴィダス・シルヴィディス
- デイビッド・ストックトン
- トレイ・ジョーンズ
- カディーム・ジャック
- モハビ・キング
- ダコタ・マサイアス
- ジョーダン・ボーン
- ノーベル・ペレ
- ジェロード・ユトフ
- シェーン・ウィティングトン
- アンソニー・ローレンス
- オーランド・ジョンソン
- クリス・ミドルトン
- ジョン・ジェンキンス
- テリー・テイラー
- マーキス・ティーグ
- マイルズ・プラムリー
- ジョージ・ニアン
- タイラー・ハンズブロー
- デクアン・ジョーンズ
- マイク・マスカラ
- ジョー・アレクサンダー
- T・J・リーフ
- ゴガ・ビターゼ
- チャールズ・ガルシア
- ブルーノ・カボクロ
- ルーカス・ノゲイラ

## 脚註
1. ↑  Wiening, Logan (2017年7月8日). “Mad Ants Unveil New Look at Three Rivers Festival Parade”. NBA Media Ventures, LLC 2017年7月11日閲覧。
2. ↑  “Fort Wayne Mad Ants Reproduction Guideline Sheet”.   NBA Properties, Inc.. 2017年7月14日閲覧。